# Moral (espírito de corpo)

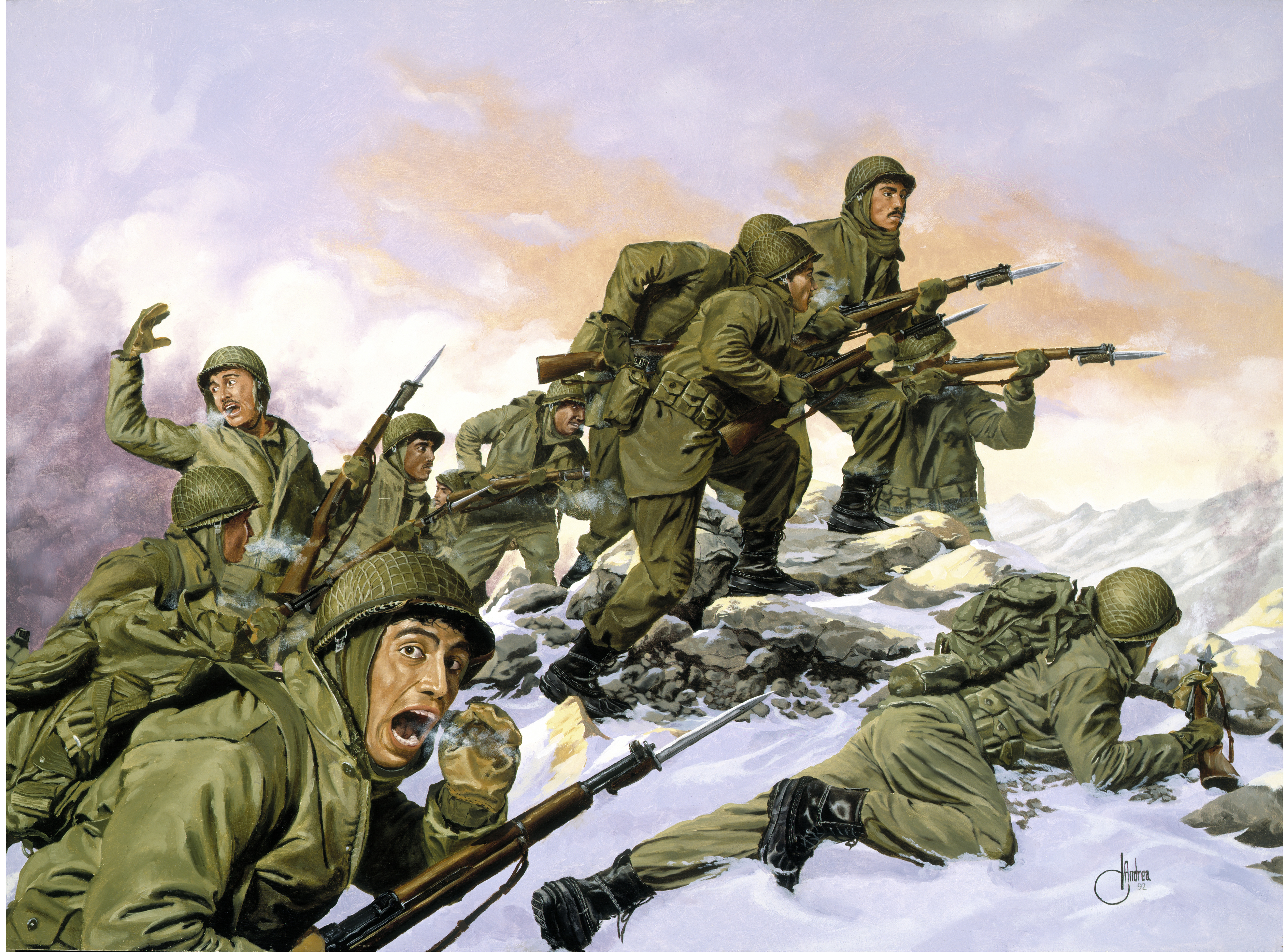
Carga de baioneta do 65º Regimento de Infantaria americano contra os chineses na Guerra da Coréia. O ataque de baioneta é uma tática de combate que exige um alto nível de moral dos soldados.

Moral, também conhecido como espírito de corpo (em francês:  esprit de corps, pronúncia em francês: [ɛspʀi də kɔʀ]), é a capacidade dos membros de um grupo de manter a crença em uma instituição ou objetivo, particularmente em face de oposição ou dificuldades. O moral é importante nas forças armadas porque melhora a coesão da unidade. Com bom moral, uma força terá menos probabilidade de desistir ou se render.
O moral é frequentemente referenciado por figuras de autoridade como um julgamento de valor genérico da força de vontade, obediência e autodisciplina de um grupo encarregado de desempenhar os deveres atribuídos por um superior. De acordo com Alexander H. Leighton, "o moral é a capacidade de um grupo de pessoas de se unir persistente e consistentemente em busca de um propósito comum".
O moral geralmente é avaliado em um nível coletivo, e não individual. Em tempos de guerra, o moral civil também é importante. O espírito de corpo é considerado uma parte importante de uma unidade de combate.

## Definição

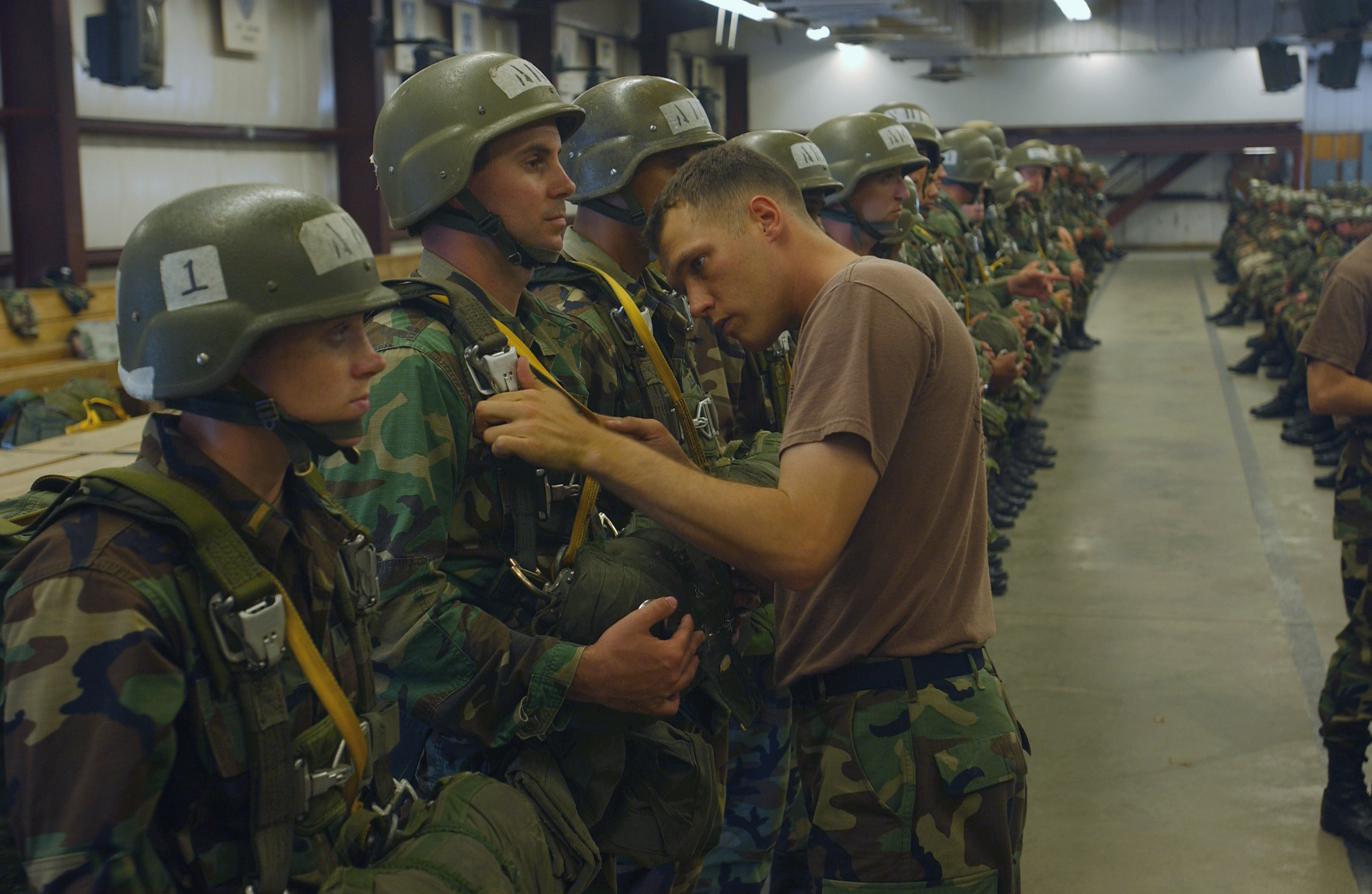
Alunos da escola paraquedista, em Fort Benning, são inspecionados por seus mestres de salto antes do seu primeiro salto. Exercícios como esse constroem o moral dentro das unidades.

Os especialistas em história militar não chegaram a um acordo sobre uma definição precisa de "moral". Os comentários de Clausewitz sobre o assunto foram descritos como "deliberadamente vagos" pelos estudiosos modernos. George Francis Robert Henderson, um autor militar amplamente lido da era anterior à Primeira Guerra Mundial, via o moral relacionado ao instinto de autopreservação, cuja supressão ele disse ser "o medo moral de recuar", em outras palavras, que a vontade de lutar era reforçada por um forte senso de dever. Henderson escreveu:
A natureza humana deve ser a base dos cálculos de todo líder. Para sustentar o moral de seus próprios homens; para quebrar o moral de seu inimigo - estes são os grandes objetivos que, se ele for ambicioso de sucesso, ele deve sempre manter em vista.
Durante os procedimentos do inquérito do Comitê de Southborough sobre o choque da bomba, uma forma de estresse pós-traumático, o testemunho do Coronel JFC Fuller definiu o moral como "a qualidade adquirida que em tropas altamente treinadas contrabalança a influência do instinto de autopreservação". Do "medo moral" de Henderson, o senso de dever do soldado, é contrastado com o medo da morte, e o controle de suas tropas exige de um comandante mais do que força autoritária, mas outras estratégias a serem empregadas para esse fim.

## Militares
Um general americano definiu o moral como "quando um soldado pensa que seu exército é o melhor do mundo, seu regimento é o melhor do exército, sua companhia é a melhor do regimento, seu esquadrão é o melhor da companhia e que ele próprio é o melhor dos melhores soldados da unidade."— H. R. Knickerbocker, 1941
Na ciência militar, há dois significados para o moral. Principalmente, significa unidade de coesão: a coesão de uma unidade, força-tarefa ou outro grupo militar. O moral geralmente depende muito da eficácia, saúde, conforto, segurança e propósito do soldado e, portanto, um exército com boas linhas de abastecimento, boa cobertura aérea e um objetivo claro normalmente possui, como um todo, melhor moral do que um sem. Historicamente, as unidades militares de elite, como as forças de operações especiais, têm "moral elevada" devido ao seu treinamento e orgulho de sua unidade. Quando se diz que o moral de uma unidade está "esgotado", significa que ela está perto de "quebrar e se render". Vale a pena notar que, de um modo geral, a maioria dos comandantes não olha para o moral de indivíduos específicos, mas sim para o "espírito de luta" de esquadrões, divisões, batalhões, navios, etc.

Clausewitz enfatiza a importância do moral e da vontade tanto para o soldado quanto para o comandante. A primeira exigência do soldado é coragem moral e física, tanto a aceitação da responsabilidade quanto a supressão do medo. Para sobreviver ao horror do combate [,] ele deve ter um espírito marcial invencível, que só pode ser alcançado por meio de vitórias militares e dificuldades. O soldado tem apenas um propósito: "O fim para o qual um soldado é recrutado, vestido, armado e treinado, todo o objetivo de dormir, comer, beber e marchar é simplesmente que ele deve lutar no lugar certo e na hora certa.
O moral militar é, em grande medida, inseparável do moral civil, porque cada um reage sobre o outro e ambos se baseiam em grande medida na fidelidade a uma causa. Mas há um certo tipo de moral que é distintamente militar. Começa com a atitude do soldado em relação ao dever. Desenvolve-se com o domínio do soldado sobre si mesmo. É um espírito que se torna dominante no indivíduo e também no grupo. Se o soldado tem  conforto físico ou sofre dificuldades físicas pode ser um fator, mas raramente é o fator determinante para aumentar ou diminuir seu moral. Uma causa conhecida e acreditada; conhecimento de que a justiça substancial governa a disciplina; a confiança e orgulho do indivíduo em si mesmo, seus camaradas, seus líderes; o orgulho da unidade em sua própria vontade; essas coisas básicas, complementadas por medidas inteligentes de bem-estar e recreação e trazidas à vida por um espírito de respeito mútuo e cooperação, combinam-se para formar uma força de combate experiente, capaz de defender a nação.
Em agosto de 2012, um artigo intitulado "Moral do Exército declina em pesquisa" afirma que "apenas um quarto dos oficiais e soldados alistados do Exército [dos EUA] acredita que o maior ramo militar do país está indo na direção certa". As "... razões mais comuns citadas para a perspectiva sombria foram "líderes ineficazes em níveis superiores", o medo de perder os melhores e os mais brilhantes depois de uma década de guerra, e a percepção, especialmente entre os soldados graduados seniores, de que "o Exército é muito brando" e carece de disciplina suficiente".

## Moral dos funcionários
Está provado que o moral dos funcionários tem um efeito direto na produtividade, é uma das pedras angulares dos negócios.